# Myopterus daubentonii
Myopterus daubentonii là một loài động vật có vú trong họ Dơi thò đuôi, bộ Dơi. Loài này được Desmarest mô tả năm 1820.